# Iazep Adamovitch
Iossif Adamovitch
Pour les articles homonymes, voir Adamovitch.
Iazep Aliaxandravitch Adamovitch (en biélorusse : Язэп Аляксандравіч Адамовіч, en russe : Ио́сиф Алекса́ндрович Адамо́вич), né le 26 décembre 1896 (7 janvier 1897 dans le calendrier grégorien) à Borissov et mort le 22 avril 1937 à Minsk, est un homme politique biélorusse.

## Biographie
Issu d'un milieu ouvrier, Iazep Adamovitch commence à travailler à l'âge de dix ans dans des usines à Borissov, à Minsk et à Tiflis. Enrôlé dans l'armée tsariste en 1914, il combat sur le front sud-ouest et sur le front roumain. En 1916 il rejoint le Parti ouvrier social-démocrate de Russie. Après la révolution de Février en 1917 il travaille dans le personnel des gardes rouges à Smolensk. En juillet 1918, il accède au rang de chef de la garnison des gardes rouges à Smolensk et de commissaire bolchévique de la province de Smolensk. Iazep Adamovitch dirige la lutte contre les groupes anti-bolchéviques à Smolensk, Vitebsk et dans les provinces de Homel. En septembre 1920, il est nommé commissaire aux affaires militaires de la République socialiste soviétique de Biélorussie et, en 1921, il accède au poste de commissaire de l'intérieur et vice-président des conseils des commissaires du peuple de la République socialiste soviétique de Biélorussie. Il est responsable de la persécution des anti-bolchéviques et participe à la formation de l'URSS. En 1924, il devient le président du conseil des commissaires des peuples de la République socialiste soviétique de Biélorussie. Il participe à la politique de biélorussification de la vie publique menée à grande échelle : les institutions éducatives et culturelles, la presse, l'administration et les structures du parti sont dans l'obligation d'utiliser pour seule langue le biélorusse. Néanmoins, en 1927, il se voit retirer son poste, et, en 1932, il est envoyé au Kamtchatka où il dirige un établissement de pêche. Revenu à Minsk, il s'y donne la mort en 1937.